# روزاريو كوتور
روزاريو كوتور هو لاعب هوكي جليد كندي، ولد في 22 يوليو 1905 في St. Boniface, Winnipeg ‏ في كندا، وتوفي بنفس المكان في 1 مارس 1986.

## وصلات خارجية
- روزاريو كوتور على موقع دوري الهوكي الوطني (الإنجليزية)
- روزاريو كوتور على موقع قاعة مشاهير الهوكي (لاعب أن.إتش.أل) (الإنجليزية)
- روزاريو كوتور على موقع EliteProspects.com (الإنجليزية)
- روزاريو كوتور على موقع HockeyDB.com (الإنجليزية)
- روزاريو كوتور على موقع Hockey-Reference.com (الإنجليزية)